# John McAlle
John McAlle (Liverpool, 31 gennaio 1950) è un ex calciatore inglese, di ruolo difensore.

## Carriera
Ha giocato 367 partite nella prima divisione inglese e 18 partite in Coppa UEFA, competizione in cui ha anche giocato una finale, nell'edizione 1971-1972 (la prima del trofeo); ha vinto due edizioni (la 1973-1974 e la 1979-1980) della Coppa di Lega inglese.
Ha giocato in totale 508 partite ufficiali con il Wolverhampton, club del quale è il settimo giocatore di sempre per numero di partite ufficiali disputate.

## Palmarès

### Club

#### Competizioni nazionali
- Coppa di Lega inglese: 2

Wolverhampton: 1973-1974, 1979-1980
- Second Division: 1

Wolverhampton: 1976-1977
- Fourth Division: 1

Sheffield United: 1981-1982

#### Competizioni internazionali
- Texaco Cup: 1

Wolverhampton: 1970-1971